# Hrabstwo Yell
Hrabstwo Yell – hrabstwo położone w Stanach Zjednoczonych, w stanie Arkansas. W 2000 roku jego populacja wynosiła 21 139 mieszkańców. Hrabstwo należy do nielicznych hrabstw w Stanach Zjednoczonych należących do tzw. dry county, czyli hrabstw gdzie decyzją lokalnych władz obowiązuje całkowita prohibicja.

## Miejscowości
- Belleville
- Corinth
- Danville
- Dardanelle
- Havana
- Ola
- Plainview